# Джордж Вільфрід Сімпсон
Джордж Вільфрід Сі́мпсон (англ. George Wilfrid Simpson; 24 березня 1894 — 6 березня 1969) — канадський історик-славіст, архівіст. Дійсний член Канадського й Американського географічних товариств, Канадського та Американського історичних товариств, Канадського товариства політичних наук, Наукового товариства імені Шевченка (з 1948) й Української вільної академії наук (з 1950).
Народився у м. Чатсворд (Онтаріо, Канада). Походив з родини судового службовця. У 1916 році вступив на філософський факультет Саскачеванського університету, в якому 1919 року здобув ступінь бакалавра з історії й англійської мови, а також ступінь магістра в Торонтському університеті 1920 року.
Із 1922 року працював у Саскачеванському університеті на таких посадах: викладач (з 1922), інструктор відділу історії, професор-асистент (з 1923), професор (з 1928), голова відділу департаменту історії (1940—1957), заступник декана філософського факультету (з 1942), член Ради регентів (1965—1968). Готував докторську дисертацію про земельну політику Британії 1710—1840 років у Північній Америці, проте так її і не закінчив.
Навчався в аспірантурі Берлінського університету (1931—1932). Радник відділу публічної інформації Міністерства військових справ Канади в Оттаві (1940—1942). Один із засновників архіву провінції Саскачеван, який очолював протягом 1945—1948 років, пізніше був членом його дирекції.
У період 1935—1936 років запровадив у Саскачеванському університеті навчальний курс з історії слов'янських народів, де вперше в історії Канади викладалися українська мова та література. Зініціював створення вечірніх курсів української та російської мов у Саскачеванському університеті (1943—1944). Був одним із фундаторів Слов'янського відділу Саскачеванського університету. Брав активну участь у доборі кадрів науковців-славістів, зокрема за протекцією Сімпсона новостворений Слов'янський відділ Саскачеванського університету очолив К. Андрусишин (1950). Всіляко сприяв ухваленню Міністерством освіти провінції Саскачеван закону (1952), згідно з яким українська мова вводилася як навчальний предмет до середніх державних шкіл, де навчалися діти українського походження.
Увійшов в історію як добрий знавець історії України, що прихильно ставився до українського питання. Був захисником українців у Канаді.
Редагував англійський переклад «Історії України» Д. Дорошенка. Є автором інформаційних статей і брошур про Україну (зокрема: "Україна: Історичний та географічний атлас. Авґсбурґ, 1946; «The names, Rus' „Rusia“, „Ukraine“ and their background», 1951), про М. Грушевського (зокрема: "M. Hrushevsky: A Historian of Ukraine. «Ukrainian Quarterly», 1944), про П. Могилу («Peter Mohyla, Ecclesiastic and Educator») та ін.
Належав до щирих прихильників українства та популяризаторів україністики в Канаді. Був першим канадським істориком, який вивчив українську мову й активно розробляв дослідницьку проблематику, пов'язану з україністикою. Співпрацював і підтримував взаємини з відомими українськими вченими та діячами, такими як Д. Дорошенко, З. Кузеля, Ю. Луцький, І. Мірчук, Я. Рудницький, Я. Славутич, Р. Смаль-Стоцький, М. Чубатий тощо. Зокрема, редагував англомовний переклад студії Д. Дорошенка «History of the Ukraine» (Edmonton, 1939) та написав до нього передмову.
У 1937 році на одному з прийомів, що відбувся у Берліні (Німеччина), зустрічався з П. Скоропадським.
Є автором низки праць з української історії та літератури, зокрема, опублікував історичний та географічний атлас України, який кілька разів перевидавався. Зібрав велику колекцію українознавчих матеріалів і видань у своєму особистому архіві, серед яких є низка авторських записів українською мовою. Підготував кілька англомовних українознавчих праць, зокрема довідник-реєстр українських церков у степових провінціях Канади та нариси з української історії, які не були опубліковані. Серед студентів Сімпсона було чимало українців, зокрема майбутній сенатор П. Юзик.
Активно співпрацював із багатьма українськими інституціями, зокрема з Комітетом українців Канади (див. Конґрес Українців Канади). Почесний член українського студентського товариства «Альфа-Омега».
Один із фундаторів Канадської асоціації славістів (1954). Почесний доктор права Саскачеванського університету, почесний доктор Українського вільного університету в Мюнхені (Німеччина; 1947).
Помер у м. Саскатун (пров. Саскачеван, Канада).
1971 року кафедру Слов'янського відділу Саскачеванського університету названо ім'ям Джорджа Вільфріда Сімпсона.